# Лейтенант Хорнблауэр: Раки и лягушатники
Лейтенант Хорнблауэр: Раки и лягушатники (англ. The Frogs and the Lobsters) — четвёртый исторический драматический телевизионный фильм из сериала о приключениях Горацио Хорнблоуэр — офицера Королевского военно-морского флота Великобритании во время Французской революции и наполеоновских войн, снятый British broadcaster Meridian Television (Великобритания) на основе серии романов С. С. Форестера.
Премьера состоялась 2 апреля 1999 года.

## Сюжет
Фильм рассказывает об одном из эпизодов Киберонской экспедиции, состоявшейся во время Великой французской революции и периода Вандейского мятежа в 1795 году, когда снаряжённая английским правительством и французскими эмигрантами началась операция по оказанию поддержки роялистам Вандеи и Бретани. С помощью британского флота роялисты надеются вернуться на родину и восстановить монархию. Прибывшие на полуостров Киберон (южное побережье Бретани, Атлантический океан) войска экспедиционного отряда под главным руководством графа д’Артуа (впоследствии король Карл X) состояли из эмигрантов и одной английской морской бригады. Высадка на полуостров началась 23 июня 1795 года и была окончательно отбита революционными войсками 21 июля 1795 года.
На стороне французов в военной операции против республиканцев участвует лейтенант Горацио Хорнблауэр. В чужой стране среди ужасов и сражений гражданской войны он встречает свою первую любовь.

## В ролях
- Йоан Гриффит — лейтенант Горацио Хорнблауэр
- Роберт Линдсэй — капитан сэр Пеллью
- Энтони Шер — полковник Монкут
- Сэмюэл Уэст — майор лорд Эдингтон
- Джон Шрэпнел — генерал Шаретт
- Питер Вон — адмирал лорд Худ
- Эстель Скорник — Мариетта
- Джейми Бамбер — лейтенант Арчибальд Кеннеди
- Джонатан Кой — лейтенант Брейсгирдл
- Колин МакЛахлан — Боуль
- Шон Гилдер — Стилс